# Ângulo de fase (astronomia)

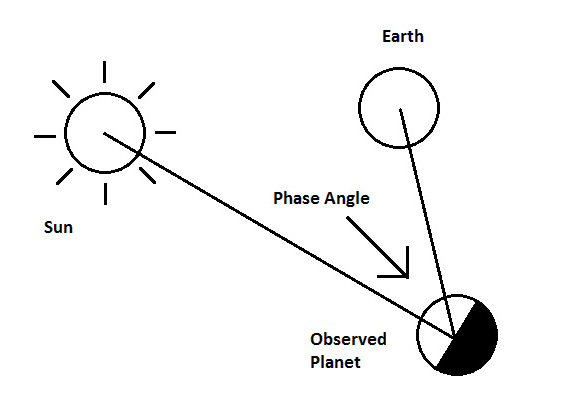
Ilustração do ângulo de fase

Ângulo de fase, em observações astronômicas, é o ângulo entre o incidente de luz em um objeto em observação e a luz refletida do objeto.